# マジソン・フェレイラ・ドス・サントス
マジソン（Mádson）ことマジソン・フェレイラ・ドス・サントス（ポルトガル語: Mádson Ferreira dos Santos、1992年1月13日 - ）は、ブラジルのサッカー選手。ポジションはDF。

## クラブ歴
ECバイーアの下部組織出身で2011年にトップチームに昇格。1月30日のカンピオナート・バイアーノでプロ初出場。2014年にはABC FCに期限付き移籍した。
2015年にCRヴァスコ・ダ・ガマに完全移籍。
2018年にグレミオFBPAに完全移籍。2019年にアトレチコ・パラナエンセに期限付き移籍した。
2019年12月14日、ヴィクトル・フェラズ・マセドとのトレードでサントスFCへ3年契約で移籍することが発表された。